# Batalla de Teruel
Se denomina batalla de Teruel al conjunto de operaciones militares que, durante la guerra civil española, tuvieron lugar entre el 15 de diciembre de 1937 y el 22 de febrero de 1938 en la ciudad de Teruel y sus alrededores. El Ejército Popular de la República acumuló un gran número de hombres y equipo en torno a la capital turolense y la cercó del resto del territorio sublevado, aunque la conquista de la ciudad se demoró durante dos semanas más debido a la resistencia ofrecida por la guarnición y las duras condiciones meteorológicas. Los últimos bastiones sublevados se rindieron a comienzos de enero de 1938 y las tropas republicanas pasaron a la defensiva frente a la cada vez más intensa contraofensiva de los ejércitos franquistas. Las tropas gubernamentales, no obstante, lograron mantener sus posiciones y los franquistas se vieron incapaces de reconquistar la ciudad recientemente perdida.
En el mes de febrero los franquistas desbordaron los flancos republicanos e infligieron a estos una dura derrota en la zona del Alfambra, enfrentamiento que supuso un grave quebranto para el Ejército Popular. Después de esto, el camino estaba abierto y el 22 de febrero la ciudad de Teruel volvía a manos de Franco. Aunque las operaciones supusieron un grave desgaste para ambos ejércitos, este lo sufrieron especialmente  los republicanos.

## Antecedentes
Las operaciones militares de los sublevados durante el año 1937 habían conseguido hacerse con el control del norte de España y varias divisiones se preparaban para un ataque definitivo sobre Madrid. Después de la conquista de Asturias la idea de Franco era atacar la provincia de Guadalajara y luego dirigirse a Madrid, básicamente una repetición del plan italiano que había fracasado en marzo. A principios de diciembre de 1937 el Alto Mando franquista planeaba la ofensiva contra el Frente del Centro y llevaba a cabo una gran acumulación de medios en la provincia de Soria. No obstante el proyecto nunca llegó a materializarse porque la inteligencia republicana llegó a descubrir las intenciones del generalísimo. El Estado Mayor Central republicano se adelantó a los franquistas y lanzó su propia ofensiva al decidir conquistar la ciudad de Teruel, a la que se creía una pequeña ciudad que estaba débilmente defendida. Lo cierto es que consideraban que ante un asalto como el que Franco tenía en mente, las tropas republicanas del Ejército del Centro no lograrían resistir.
Que se eligiera Teruel no era casual, pues en lo que iba de guerra ya había sufrido numerosos ataques y la ciudad se hallaba parcialmente rodeada por las tropas republicanas. Al igual que Belchite, Huesca y Zaragoza, la capital turolense había fascinado a los republicanos desde el principio de la guerra. La patente debilidad de las tropas sublevadas en el Frente de Aragón lo había convertido en un objetivo apetecible al Ejército Popular de la República con el objetivo de aliviar la situación en el Frente Norte.

## Fuerzas en combate

### Ejército Republicano
Las fuerzas republicanas destinadas a la ofensiva eran las pertenecientes al Ejército de Levante mandado por Hernández Saravia que contaba con unos 100.000 hombres integrados en tres cuerpos de ejército principales:
- El XVIII Cuerpo de Ejército, integrado por las divisiones 34.ª y 64.ª, y mandado por el coronel Fernández-Heredia. Se le denominó «Columna Sur».

- El XX Cuerpo de Ejército, compuesto por las divisiones 40.ª y 68.ª, y a las órdenes del Coronel Menéndez López. A esta agrupación se la denominó «Columna Centro».

- El XXII Cuerpo de Ejército, compuesto de las divisiones 11.ª (Líster) y 25.ª, y dirigido por el coronel Juan Ibarrola. Recibió la denominación de «Columna Norte».

Como reserva estratégica quedaron las divisiones 35.ª (Internacional), 39.ª, 47.ª y 70.ª. Además de estas fuerzas, los republicanos alinean un gran número de baterías de artillería (400 piezas) y un centenar de tanques (T-26 y BT-5). La Fuerza Aérea Republicana también presentó un respetable número de fuerzas: en torno a 120 aparatos (cazas, bombarderos y otros) se habían concentrado en los aeródromos de Levante (como los de Villafranca del Panadés y Sabadell, entre otros) para apoyar la ofensiva. Y es que, la actividad de la aviación republicana en bombardeos de la retaguardia franquista en Aragón ya había sido muy intensa en los meses anteriores.
Durante la primera quincena del mes, el Ejército Republicano acumuló hombres y material en torno a Teruel, principalmente por el sur, y el río Alfambra. El frente, en forma de cuña, tenía unos 60 km. Previamente habían sido acumulados efectivos en la provincia de Badajoz dentro del plan abortado de lanzar una rápida ofensiva sobre Extremadura y cortar en dos la zona controlada por los sublevados. La conquista de esta ciudad reduciría la línea de comunicaciones entre Castilla la Nueva y Aragón y pondría en peligro la carretera de Zaragoza. El Ministro de Defensa Prieto quizá pensaba en utilizar la toma de Teruel para lograr una posición de fuerza desde la cual intentar firmar un armisticio. El plan inicial del general Rojo era rodear la ciudad en una operación de envolvimiento usando seis divisiones, dejando dos de esas divisiones vigilando el nuevo frente para evitar la prevista contraofensiva franquista.

### Fuerzas sublevadas
El bando sublevado contaba con unos 3.000-4.000 hombres armados de la 52.ª División franquista dentro de la ciudad de Teruel (de los cuales casi el 40% no eran militares) todos ellos al mando del coronel Domingo Rey d'Harcourt. A ellos se sumó una parte de la población no entrenada militarmente, llegando a alcanzar la magra cifra de 4000 defensores. Teruel se encontraba defendida por una línea de trincheras y alambradas que habían sido preparadas tiempo antes, al considerarse que representaba un saliente muy amenazado por los republicanos. A pesar del bajo número de tropas de los sublevados, estos decidieron presentar una defensa resuelta de sus posiciones en el interior de la ciudad: este tipo de defensa iba a causar bastantes quebraderos de cabeza a las tropas del Ejército Popular de la República. 
Más adelante las fuerzas franquistas concentraron a tres Cuerpos de Ejército: el de Castilla, el de Galicia y el Marroquí además de la 1.ª División de Caballería del general José Monasterio y de otras fuerzas menores. Los franquistas, además, harían acopio de un gran número de baterías de artillería (alrededor de 500 piezas) con el apoyo de algunos carros de combate Panzer I. La aviación franquista y la Legión Cóndor también hicieron acto de presencia, en número similar a la de la Fuerza Aérea Republicana (F.A.R.E.), unos 140 aparatos de variado tipo.

## La ofensiva republicana
Las tropas republicanas, seguras de una victoria fácil por la gran desproporción de material y hombres entre los dos bandos, inician la ofensiva el 15 de diciembre sobre las 15:00 horas, mientras caía la nieve y sin preparación artillera ni aérea (a fin de disimular sus intenciones): Líster y su 11.ª División rompe el frente y se adentra hasta conquistar Concud. El día 17 las fuerzas de Líster contactan con los soldados del XVIII Cuerpo de Ejército de Fernández de Heredia que avanzaba por el sur, tras lo cual cerraron completamente el cerco sobre Teruel. Los republicanos entonces avanzaron directamente hacia una cresta situada al oeste de la ciudad, la Muela, cuya posesión era decisiva en vistas a la conquista de la plaza.
Cuando los republicanos se hicieron con la posición, el Comandante de la guarnición de Teruel, el coronel Domingo Rey d'Harcourt, desistió de mantener un perímetro defensivo alrededor de la urbe y empezó a retirar a sus hombres hacia el interior de la ciudad. Por su parte, Franco seguía con mucha atención las noticias que llegaban desde la ciudad del Turia pero seguía manteniendo sus planes para la Ofensiva de Guadalajara pues los asesores alemanes le venían insistiendo en ese sentido. El ataque republicano sorprendió a los sublevados.

### Cerco de Teruel

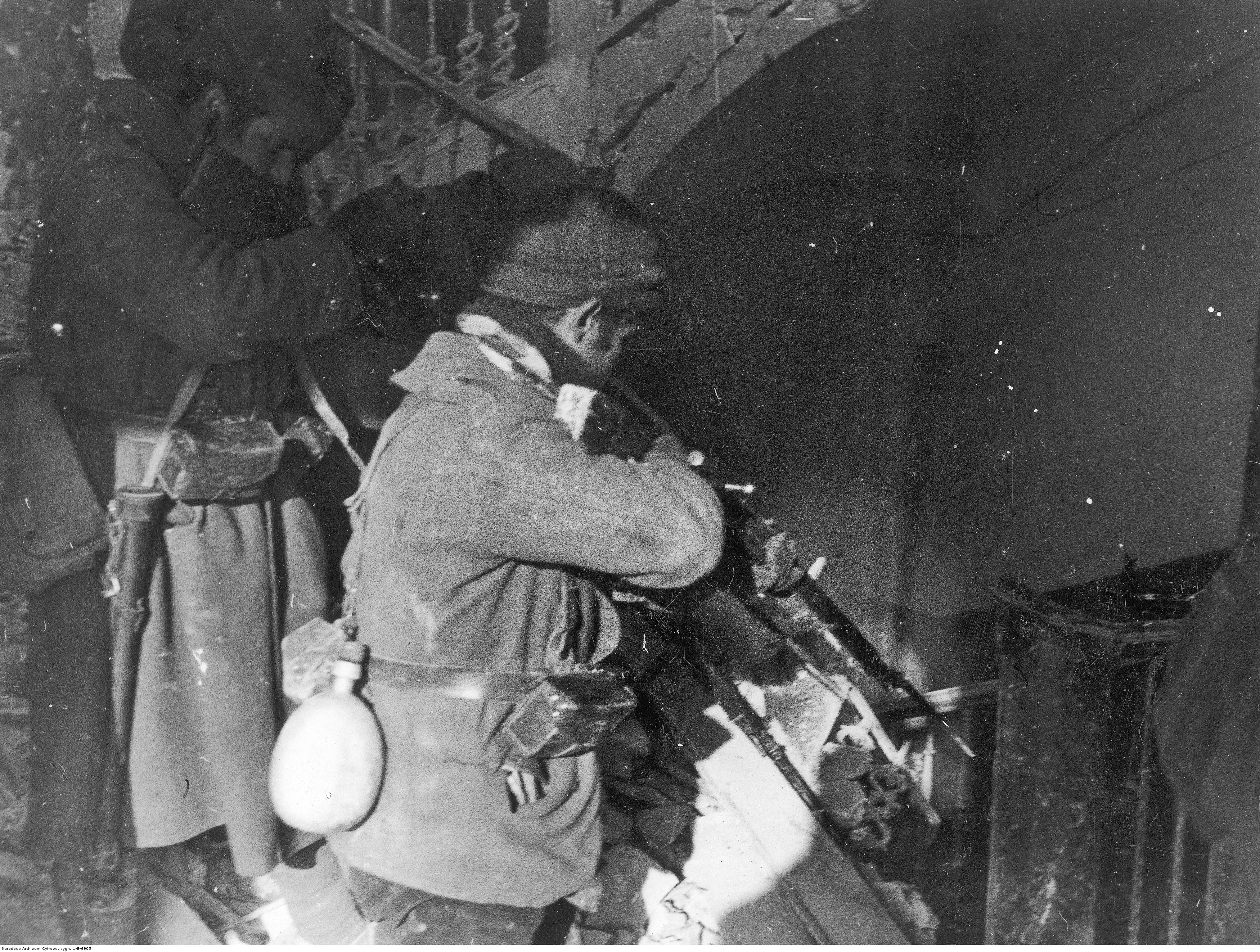
Soldados republicanos en los combates casa por casa.

El día 19 las tropas republicanas llegan a los arrabales de la capital y se producen los primeros combates dentro del recinto propiamente dicho de la ciudad, en el cementerio viejo y el campo de fútbol. Lejos de lo esperado, encuentran una fuerte resistencia aunque las tropas gubernamentales cuentan con una gran superioridad en hombres y material bélico. Se suceden combates y fuego de artillería en el Ensanche, principalmente en la Plaza de Toros de la ciudad. 
El 22 de diciembre las unidades republicanas empiezan a entrar en la ciudad con el apoyo de la artillería, que controla el perímetro de la ciudad, y se ven los primeros carros republicanos en la emblemática Plaza del Torico, fotografiados por el conocido corresponsal y fotógrafo Alfonso Sánchez Portela. No obstante, esta cómoda victoria favorece un desarrollo precipitado de los movimientos de tropas republicanas que sufren un gran número de bajas por el sistema de defensa cerrado que ofrecen los defensores, sabedores de que sólo un combate casa por casa es la defensa más efectiva contra la superioridad republicana. La poca tropa y voluntarios con los que cuenta Rey d'Harcourt (que no pasan de 4.000 efectivos) se acantonan en las dependencias del Gobierno Civil, el Banco de España, el Hotel Aragón, el Convento de Santa Clara y el Seminario, edificios que se encuentran en la parte sur de la ciudad.
A partir de entonces, las operaciones militares dentro de la ciudad se desarrollan con una conquista casa por casa, peligrosa para ambos bandos y con gran cantidad de bajas civiles, a pesar de que se trató de cumplir las órdenes de Indalecio Prieto de proteger al máximo a la población civil, por lo que los republicanos evacuaron a la población civil turolense antes de lanzar el asalto urbano. Dentro de la ciudad, la artillería republicana situada en los alrededores barre cada edificio donde se encuentra la resistencia franquista, llegándose al uso de las bayonetas. El temporal de frío afectó mucho a ambas partes, aunque los soldados republicanos iban mejor equipados para el frío ya que poseían la mayoría de industrias textiles anteriores a la guerra.
Para el día de Navidad los republicanos ya se habían hecho con la mayor parte de la capital turolense. Ese día varios oficiales republicanos son condecorados y ascendidos por su inminente victoria, aunque los defensores franquistas siguen resistiendo en dos reductos principales: el Seminario y la Comandancia. No obstante, las bajas del Ejército Popular son numerosas y los combates y el frío empiezan a hacer mella en la tropa.

### Contraataque franquista
No fue hasta el día 23 cuando Franco decidió suspender la Operación de Guadalajara cuando se convenció de que no podía permitirse el fracaso político que suponía perder una capital de provincia. Como ya hubiera ocurrido durante la batalla de Brunete, Franco no estaba dispuesto a hacer concesiones al enemigo y organizó un contraataque frontal en un frente estrecho, con las consecuencias que ello tendría. Ya el 19 de diciembre algunas tropas del general Aranda llegaron al frente, pero su número es muy reducido y apenas pueden hacer nada: Las divisiones franquistas aún no están preparadas para liberar a los sitiados. La aviación rebelde, con temperaturas en los aeródromos de Castilla de hasta -10 °C, apenas puede oponer resistencia al avance republicano. 
La contraofensiva franquista para romper el asedio de Teruel no comenzó hasta el 29 de diciembre. El Alto mando franquista comunicó a Rey d'Harcourt que confiara en España como España confiaba en él y que por ello resistiera a toda costa. Después de un día de intensos bombardeos artilleros y aéreos, los generales Varela y Aranda (el general africanista de la batalla de Madrid y el Héroe de Oviedo) al mando de los Cuerpos de Ejército de Castilla y Galicia, avanzaron. Las líneas republicanas son rechazadas aunque, momentáneamente, no llegaron a romperse y aguantaron la embestida. Rey d'Harcourt mantenía la resistencia en el interior de la ciudad, aunque cada vez en peores condiciones. El último día de 1937, mientras empeoraba considerablemente el tiempo, los franquistas realizaron un esfuerzo supremo y consiguieron llegar a la Muela al atardecer. Desde allí podrían cañonear fácilmente la ciudad. Los bombardeos aéreos sobre las posiciones republicanas son los más duros que hasta ese momento se han sucedido en la guerra, empleándose con especial éxito a la Legión Cóndor, que debe paralizar sus ataques los días 31 de diciembre y 1 de enero debido a la ventisca que impide operar a los aviones. Los republicanos, por otro lado, mantuvieron la resistencia en la Muela hasta que la visibilidad se hizo prácticamente nula.
Las tropas franquistas en el exterior se hallaban, a la sazón, a escasa distancia del centro de Teruel y durante la noche del 31 de diciembre al 1 de enero hubo un momento en que algunas unidades republicanas en el interior de la ciudad, desmoralizadas, abandonaron las posiciones sin que ni los sitiados ni sus rescatadores se percataran de ello, aunque a las pocas horas volvieron a sus posiciones y quedó como un hecho sin importancia. Pero el temporal de frío fue extremo y paralizó todas las operaciones: las carreteras y los motores de todas las máquinas de guerra se helaron. Teruel, manteniendo fama de clima extremado, registró una temperatura de -18.º. Los franquistas sufrieron más los efectos del frío, ya que su falta de industrias textiles dificultaba el envío de ropas de abrigo al frente. En los días siguientes el temporal de frío dejó un metro de nieve que aislaba a ambos ejércitos de sus centros de aprovisionamiento, así como a la comunicación de las unidades entre sí. Los intentos franquistas de romper el cerco continuaron el 2 de enero, pero el general Saravia ordena la voladura del Puente de Hierro y todos sus intentos caen en saco roto.

### La rendición de Teruel

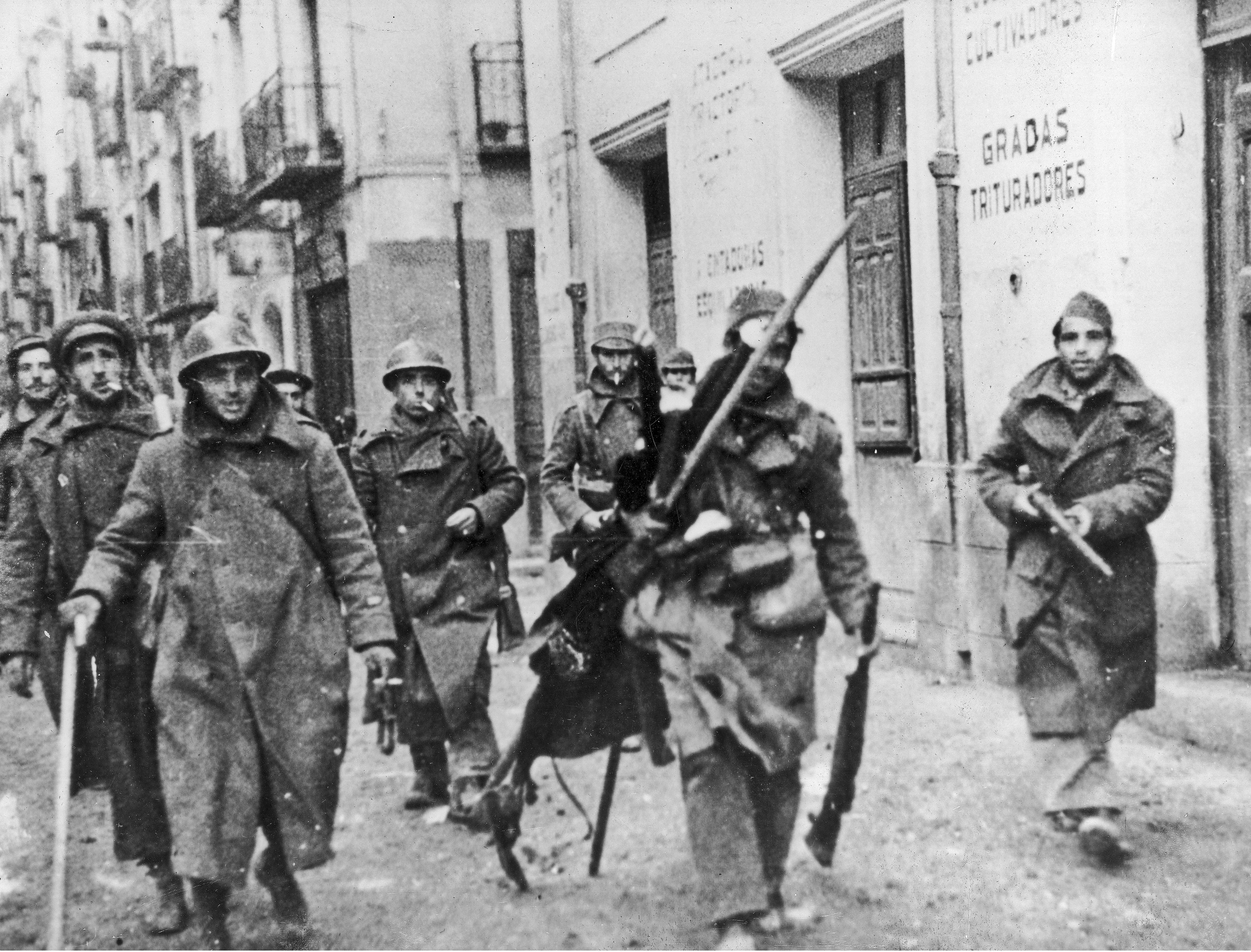
Soldados republicanos avazando por las calles de Teruel.

Mientras tanto, los combates proseguían en el interior de la ciudad, si bien los defensores franquistas eran cada vez más conscientes de la imposibilidad de que sus salvadores rompieran el cerco republicano. Los republicanos continuaron estrechando el cerco, mientras se limitaban a lanzar granadas contra los sótanos arruinados de los edificios en los que concentraban los defensores, tiritando de frío. Para el día de año nuevo de 1938 todos los defensores del Convento de Santa Clara habían muerto, a lo que siguió la caída de la Comandancia militar el día 3 y todo el complejo defensivo montado alrededor.
El único reducto que todavía resistía se trataba del Seminario, pero los defensores de esta posición se habían quedado sin agua y medicamentos, apenas si contaban con víveres y municiones para seguir resistiendo y se defendían entre montones de escombros, en medio de un intenso frío. Pero continuaron resistiendo hasta el 8 de enero. Finalmente, el coronel Rey d'Harcourt, con el obispo de Teruel (Anselmo Polanco) a su lado, se rindió a las tropas republicanas. El bando nacional le acusó de cometer errores militares y traición. En la España republicana la noticia fue acogida con gran júbilo, pues Teruel constituía la primera capital de provincia conquistada por el Ejército Popular de la República en lo que iba de guerra, además de haber logrado detener la contraofensiva franquista. Tras esta victoria el jefe del Estado Mayor Central republicano, el general Vicente Rojo, incluso sopesa la posibilidad de desempolvar el largamente postergado Plan P, una ofensiva en Extremadura que cortase en dos la zona sublevada y dejase aislada a Andalucía. El gobierno de Juan Negrín utilizó la conquista de Teruel para ofrecer al mundo su primera victoria militar importante. Los corresponsales de guerra extranjeros, que habían seguido la lucha desde diciembre, trasmitieron la noticia a todo el mundo. En la España sublevada, por su parte, la noticia cayó como un jarro de agua fría sobre la población, pero muy especialmente para Franco. 
Después de la rendición se evacuó a la población civil que todavía quedaba en la ciudad y Teruel se convirtió en una Plaza fuerte. Así, los republicanos pasaron a ser sitiados y los franquistas, sitiadores. El XXII Cuerpo de Ejército republicano será llamado a defender el casco urbano mientras que el resto de unidades se retira a posiciones estratégicas.

## Contraofensiva franquista

### Los republicanos a la defensiva

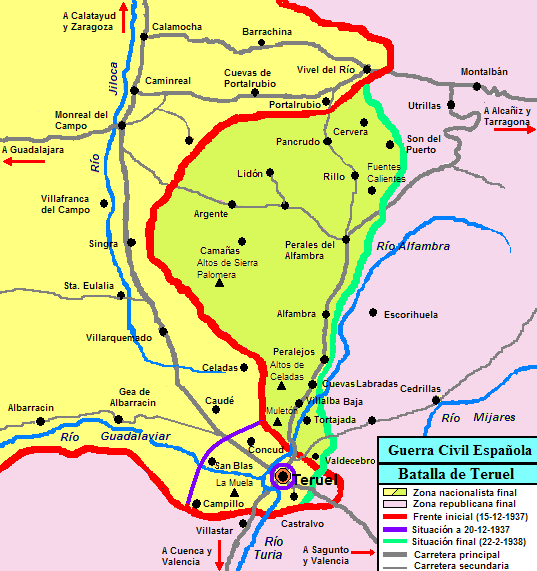
Mapa del entorno donde se desarrolló la batalla de Teruel. Se indican las situaciones inicial y final, así como la correspondiente al día 20 de diciembre de 1937, cuando la ciudad queda cercada por las tropas republicanas y comienza la batalla por la toma de la capital.

El día de la rendición de Rey d'Harcourt, el mal tiempo volvió a impedir un proyectado contraataque franquista aunque se reanudaron los ataques de artillería sobre el terreno de los alrededores de Teruel, cubierto de una espesa capa de nieve. El General Dávila, al mando de 3 cuerpos de ejército con unos 100.000 hombres inician la contraofensiva mejor preparados y sin las prisas de salvar a una guarnición que está a punto de rendirse. En esos días de enero la aviación republicana ya había perdido un número significativo de sus aviones a manos de los cerca de 140 cazas nacionales que estaban en el aire. No obstante, el piloto Carlos de Haya González de la Aviación Nacional (héroe del Bando sublevado) cae derribado el día 21 en medio de duros combates aéreos. Existía un equilibrio de fuerzas que hace pensar en una consolidación de la posición, con una numerosa fuerza de infantería, carros blindados y tanques por parte de las fuerzas republicanas.
El 17 de enero, los generales Aranda y Varela trataron de tomar las colinas de los alrededores que rodeaban la ciudad. La numerosa artillería italiana entró en acción para dejar el camino expedito. Al cabo de una hora de lucha, acompañada de combates aéreos entre los cazas Fiat y los aviones rusos de los republicanos, se rompieron las líneas gubernamentales. Estos no consiguieron sostener sus posiciones a pesar de haber realizado grandes labores de fortificación. La margen izquierda del río Turia se encontró en poder del ejército sublevado el 22 de enero. En ese entonces los republicanos son los sitiados y los nacionales los sitiadores. Los republicanos fueron retirándose paulatinamente, perdiendo el dominio de los altos de La Muela, elevación clave para el dominio de la ciudad. Sin embargo, la defensa de la urbe era fuerte, y tras una semana de combates las posiciones apenas se movieron.
El 19 de enero entraron en acción por primera vez las Brigadas Internacionales (agrupadas en la 35.ª División Internacional) a las órdenes del General Walter, sosteniendo fuertes combates con los atacantes franquistas a las afueras de Teruel. No obstante, en las filas republicanas cundía la fatiga y no faltaban los casos de insubordinación: en Rubielos de Mora, el comandante de la 40.ª División, Andrés Nieto, fusiló por rebelión a casi de 50 hombres de la 84.ª Brigada Mixta el día 20 de enero.

#### Los Fusilamientos de Rubielos de Mora
En aquel momento (a mediados de enero de 1938) la 84.ª Brigada Mixta se encontraba de permiso en la localidad de Rubielos de Mora, después de su destacada intervención en la Toma de Teruel. No obstante, las luchas callejeras en la pequeña ciudad resultaron una carnicería para la brigada, que al terminar la lucha tenía más de 600 bajas (más del 25% de sus efectivos totales). La contraofensiva franquista que estaba teniendo lugar por esas fechas obligó al mando republicano a echar mano de sus reservas y la 84.ª Brigada Mixta fue convocada para acudir de nuevo al frente, siendo llamada a intervenir en el Cementerio de Teruel el 17 de enero. 
Ante esta decisión estalló un conflicto consecuencia de tantos días combatiendo en condiciones inhumanas: los 1.º y 2.º Batallones, exhaustos tras tantos días de lucha, se negaron a seguir combatiendo y el 4.º Batallón se negó a relevarlos. La rebelión fue sofocada con severidad: en la madrugada del 20 de enero de 1938, 3 sargentos, 12 cabos y 31 soldados fueron fusilados y otros 60 miembros de la brigada quedaron a la espera de juicio. El comandante de la 40.ª División, Andrés Nieto asumió la responsabilidad de estas ejecuciones, mientras el comandante de la Brigada, Benjamín Juan Iseli Andrés, se inhibió de la cuestión.

### La ofensiva del Singra
El 25 de enero las tropas del general Hernández Saravia lanzan una ofensiva al norte de la ciudad para intentar reducir la presión de los franquistas. El objetivo era conquistar la localidad de Singra, por donde pasa la carretera de Zaragoza y el ferrocarril, en la retaguardia de los atacantes. El asalto republicano, no obstante, fue contundentemente rechazado por los defensores, que descubrieron las intenciones del Ejército Popular. Ambos bandos sufrieron considerables problemas de todo orden para mantener activos sus ejércitos, dada la intensidad del frío y las penosas condiciones del combate. La 27.ª División republicana tuvo una destacada actuación, pero los duros combates de Singra dejaron a la división muy desgastada al igual que otras unidades republicanas. Durante tres días las bajas se multiplicaron en ambos bandos y se produjeron choques cuerpo a cuerpo a lo largo de las posiciones situadas en la Carretera de Zaragoza. El ataque republicano sobre Singra fracasó estrepitosamente, pero ambos bandos se encontraban en punto muerto. Los más de 100 tanques T-26 republicanos mostraron gran capacidad pero, por el contrario, la aviación y artillería franquistas fueron más efectivas. Los raids aéreos se sucedieron entre los Fiat CR-32 y los Messerschmitt Bf 109 del bando nacional, y los Polikarpov I-15 e I-16 republicanos. Estos derribaron numerosos bombarderos Heinkel He 111 de la Legión Cóndor, que mantuvo durante estas fechas una intensa actuación. El 29 de enero se siguió luchando cuerpo a cuerpo en los alrededores de Teruel, incluso en asaltos a bayoneta calada, pero los republicanos supieron mantener sus posiciones.

### Desastre republicano en el Alfambra
A comienzos de febrero los mandos franquistas decidieron hacer una operación envolvente que levante el statu quo de enero y, por el norte, consiguiera romper la bolsa republicana que había formada pasando el río Alfambra. En este sector las defensas republicanas eran débiles al consistir en una delgada línea de aislados puestos defensivos, a lo que se unía el hecho de que, al haberse concentrado en la ciudad el grueso de las fuerzas republicanas, este sector se hallaba pésimamente guarnecido. A primera hora de la mañana del 5 de febrero, los nacionales rompieron las líneas republicanas por 3 puntos con la intención de converger sobre la retaguardia republicana en el Alfambra. La caballería de Monasterio avanzó de forma arrolladora, constituyendo la carga de caballería más espectacular de toda la guerra y una de las últimas en la Historia militar.[cita requerida] Los generales Aranda y Yagüe, este último al frente del Cuerpo de Ejército Marroquí, avanzaron con igual celeridad, derrotando a las bisoñas tropas republicanas (algunas de las cuales se hallaban muy desgastadas después de los combates en Singra). La actividad de la aviación fue destacada, ametrallando a las tropas republicanas que se batían en retirada. El 7 de febrero ya se había logrado la victoria completa antes de que el general Hernández Saravia pudiera enviar refuerzos, que cuando llegaron a la zona era ya demasiado tarde. El 8 de febrero los franquistas extendían sus líneas a lo largo del río Alfambra, quedando destruida la bolsa del Alfambra y finalizadas las operaciones bélicas en la zona.
En dos días la República perdió unos 800 kilómetros cuadrados de terreno y una decena de poblaciones, mientras que 7000 hombres fueron hechos prisioneros y otros 15 000 causaron baja por distintos motivos. Los hombres que no quedaron cercados, fueron víctimas de la aviación franquista durante su huida a la retaguardia republicana. Así mismo, una gran cantidad de material bélico cayó en manos franquistas o fue destruido: municiones, armas y camiones. El desastre del Alfambra fue un duro golpe para el Ejército Popular y preparó el camino para la caída de Teruel, puesto que su flanco norte había quedado completamente deshecho y el río Alfambra no suponía ninguna barrera defensiva.

## Teruel vuelve a la zona sublevada
La última batalla en la larga lucha por Teruel comenzó el 17 de febrero. Aquel día, Yagüe cruzó el Alfambra y avanzó hacia el sur por la margen derecha del río, aislando a la ciudad desde el norte. Al día siguiente le tocó a las tropas republicanas en el flanco sur, atacadas por el Cuerpo de Ejército de Galícia de Aranda. Entonces, los dos generales franquistas iniciaron un movimiento envolvente, similar al efectuado en diciembre por los republicanos, a varios kilómetros de la ciudad (pero esta vez en dirección opuesta).
Ante la fuerte presión de las tropas franquistas, el 19 de febrero llega el V Cuerpo de Ejército republicano de Juan Modesto, pero ya es demasiado tarde como para que tenga alguna influencia en el desarrollo de los combates. Al comienzo del día 20 las comunicaciones con Valencia por carretera y ferrocarril quedaron amenazadas por ambos lados, mientras que otras unidades franquistas empezaban a penetrar en los arrabales de Teruel. Los republicanos, conscientes de la amenaza, lanzaron fuertes contraataques a lo largo de toda la línea del frente para detener la ofensiva franquista pero no pudieron evitar que el 21 de febrero quedase totalmente cercada Teruel. Al anochecer de ese día, el cerco estuvo completamente cerrado y las tropas republicanas quedaron sitiadas sin suministros. El Campesino y su 46.ª División se encontraron cercados en el interior de la ciudad, rodeados de un gran número de heridos y muertos.
Consciente del cerco, el general Saravia ordenó a "El Campesino" que abandonara la plaza y evacuase sus fuerzas. Hasta la actualidad entre los historiadores ha persistido un fuerte debate sobre lo que ocurrió. Tras el final de la batalla, Valentín González acusó a Modesto y Líster de haberle dejado abandonado a su suerte en Teruel, mientras que Líster lo acusó de haber desertado del campo de batalla y haber dejado abandonados a sus hombres. Lo cierto es que después de que Teruel fuese reconquistada por las tropas franquistas, las fuerzas de "El Campesino" fueron apareciendo de forma dispersa por los caminos cercanos a la ciudad. Los heridos habían quedado abandonados a su suerte, ante la imposibilidad de evacuarlos, lo que provocó que unos 1500 de ellos fueran hechos prisioneros. Por el contrario, en este contexto destaca el papel jugado por el comandante de la 101.ª Brigada Mixta, el mayor de milicias Pedro Mateo Merino, que fue el último comandante militar republicano de Teruel (después de que "El Campesino" relegó el mando en él) y que durante las últimas fases de la batalla tuvo un brillante papel, logrando evacuar de la ciudad parte de la guarnición.
La mañana del 22 de febrero los franquistas entraron en Teruel sin apenas encontrar resistencia republicana. Al tomar la pequeña capital de provincia, los soldados y mandos nacionales apreciaron la devastación de la ciudad con decenas de edificaciones destruidas. A esto se juntaron los heridos y prisioneros republicanos y numeroso material bélico republicano (tanques, camiones, municiones...) abandonado o destruido. En contraste con otras victorias franquistas, aquí no hubo una entrada triunfal ni alegría por parte de los vencedores.

## Bombardeos en la retaguardia durante la Batalla
Durante la batalla de Teruel no se paralizaron los bombardeos del bando sublevado sobre la zona republicana, e incluso se incrementaron centrándose especialmente en Barcelona, la nueva capital de la República desde noviembre de 1937. Los bombardeos aéreos de Barcelona en enero de 1938 comenzaron el mismo día 1 y tuvieron una magnitud desconocida hasta entonces. Los bombardeos italianos continuaron los días 6, 7, 8, 11, 15 y el 19 de enero. El de este último día, según los historiadores Solé i Sabaté y Villarroya fue "sin duda el primer bombardeo aéreo de terror sufrido por Barcelona (...) por el horario elegido [mediodía], por los lugares donde cayeron las bombas [el centro de la ciudad] y por el número de víctimas causadas [más de 170 muertos]". Además motivó que las Fuerzas Aéreas de la República Española bombardearan como represalia las principales ciudades de la "España Nacional": el 21 de enero Salamanca, sede del Cuartel General del "Generalísimo" Franco desde donde "salen [las] órdenes para tanta matanza" (hubo 8 muertos y 7 heridos graves); Sevilla el 23 (11 muertos y 23 heridos); y Valladolid el 25 (varios muertos y heridos). En una declaración el gobierno republicano denunció como justificación que "mientras nuestra aviación ha venido consagrándose exclusivamente a las operaciones militares de Teruel y en otras zonas a mantener servicios de vigilancia y protección, los facciosos han dedicado buena parte de sus aviones rápidos de bombardeo a agresiones que desde semanas constituyen un sistema ininterrumpido, pues no pasa día en que no se produzcan víctimas". Los bombardeos de represalia republicana tuvieron una respuesta inmediata con un nuevo ataque sobre Barcelona, el mismo día en que era bombardeada Valladolid, y que en esta ocasión se saldó con más de 50 muertos.
Además de Barcelona, durante enero de 1938, cuando se encontraba en su punto álgido la batalla de Teruel, también fueron bombardeadas por la Aviación Legionaria (y en algunas ocasiones también por la Legión Cóndor) otras localidades catalanas y valencianas como Tarragona (tres veces), Reus (seis veces, con el resultado de casi un centenar de muertos), Figueras (dos veces, con más de veinte muertos), San Feliu de Guíxols (una vez, trece muertos), Puigcerdá (una vez, más de veinte muertos), Sagunto (cuatro veces), Valencia (seis veces, siendo el más terrible el bombardeo del 26 de enero que no buscó ningún objetivo militar sino que se cebó en la céntrica calle de la Paz causando 125 muertos y 226 heridos).
En cambio durante febrero de 1938, cuando acabó la batalla de Teruel, los bombardeos disminuyeron porque a los gobiernos italiano y alemán les preocupaba la repercusión negativa que habían tenido en la opinión pública internacional, especialmente el del día 30 de enero sobre Barcelona, y además los gobiernos británico y francés estaban presionando para que se dejara de bombardear las ciudades alejadas de los frentes, y todo ello en contra de la opinión de Franco y del general Kindelán que insistían en que los bombardeos continuaran con la misma intensidad que habían tenido en el mes anterior. "Lo cierto es que las presiones internacionales fueron la causa de que la aviación italiana con base en Mallorca estuviera prácticamente inactiva las tres últimas semanas de febrero". Esta menor actividad no significa que no hubiera bombardeos en el mes de febrero. Así fueron bombardeadas Monzón, Barbastro, Segorbe, Reus, Figueras (trece muertos en el ataque del día 3 y otras trece el día 7), Sagunto (cuatro veces), Tarragona (tres veces), Villanueva y Geltrú (dos veces), Alicante, Valencia (tres veces), Rosas, Palamós y Villarreal. El día 22 de febrero los cruceros sublevados Canarias, Baleares y Almirante Cervera bombardearon Valencia, pero este último barco fue alcanzado por aviones republicanos que causaron doce muertos y veinte heridos, además de averiarle la caldera.

## Consecuencias
El parte oficial de guerra franquista del 22 de febrero de 1938 habla de dos millares de muertos republicanos recogidos esa mañana, así como de más de 3.000 prisioneros, entre ellos el jefe de Estado Mayor de una división, varios jefes, oficiales y comisarios.
La batalla de Teruel fue una prueba para el Ejército Popular de la República de su capacidad para organizarse y efectuar operaciones militares solventes frente a un enemigo mejor armado y más profesional. Las diferencias entre los generales más expertos como Saravia, Rojo y Modesto frente a los jefes de Milicias como Líster y El Campesino habían sido claves a la hora de organizar mejor las acciones, como después se repetiría en el futuro. La retirada de Teruel dejará al Campesino tocado por las sospechas y acusaciones de cobardía, las cuales se volverían a repetir durante la Batalla del Ebro.
Aunque Teruel fue la primera (y única) capital de provincia conquistada por el bando republicano, lo fue durante muy poco tiempo y, además, a un precio demasiado elevado para la República. Al final, Teruel se convirtió en una batalla de desgaste (el Stalingrado español) donde ambos bandos consumieron recursos y hombres pues el objetivo era claro: la posesión de la ciudad, urbe que hasta diciembre de 1937 no pasaba de ser una pequeña ciudad de provincias y de poco interés. Porque para la República, Teruel (una vez conquistada) significaba la posesión de una victoria contra el hasta entonces invencible Ejército franquista. Para Franco, abandonar Teruel suponía un desprestigio político, a pesar de que no tuviera ningún valor militar o estratégico. Después de todo, en diciembre su objetivo era la conquista de Madrid y en esto los republicanos si cumplieron plenamente sus objetivos. Vicente Rojo se adelantó a Franco (como ya había hecho en Brunete y como ocurriría en el Ebro meses más tarde) y fue él quién decidió el terreno de juego para la siguiente lucha.
Por otro lado, Teruel fue también la evidencia de que el camino hacia Aragón, Cataluña y el Levante quedaba expédito para las tropas franquistas, como se vería unas semanas más tarde durante la ofensiva que estos lanzarían. La primavera de 1938 quedaba abierta para la ofensiva de Franco hacia el nordeste de la península.